# 以色列青年共产主义联盟
以色列青年共产主义联盟（希伯來語：‎，缩写为בנק"י）是以色列共产党的青年翼。该组织成立于1924年3月。该组织以马克思列宁主义为指导思想。该组织的总部位于拿撒勒。该组织是世界民主青年联盟的成员。